# Piper flavoviride
Piper flavoviride är en pepparväxtart som beskrevs av C. Dc.. Piper flavoviride ingår i släktet Piper och familjen pepparväxter. Inga underarter finns listade i Catalogue of Life.